# Daniel Hulet
Daniel Hulet (Etterbeek, 25 de agosto de 1945 - Ostende, 9 de setembro de 2011) foi um ilustrador e quadrinista belga.

## Biografia
Iniciou a carreira como ilustrador publicitário. Suas primeiras histórias em quadrinhos foram publicadas em revistas como Le Journal de Tintin (para a qual criou com Christian Blareau o gato Charabia, em 1975) e Jornal Spirou (com a série Chris Melville, roteirizada por De Kuyssche).
Em 1980, começou a publicar a série Pharaon, escrita por André-Paul Duchâteau. Iniclamente as histórias eram publicadas pela revista Super As, mas a partir de 1981 foram reunidas em álbuns pela editora Glénat.
Em 1985, criou Les Chemins de la gloire patra a revista Vécu, em parceria com Jan Bucquoy. Dois anos mais tarde, desenhou Etat Morbide, uma trilogia sombria, com uma ambientação pós-industrial.
Voltou à série Pharaon em 1996, mantendo a mescla de elementos de espionagem e fantasia.
Seu último trabalho foi Destins - Tomo 4 - Paranoïa (2010), com argumento de Giroud e roteiro de Valérie Mangin.

## Obras publicadas

### Quadrinhos
- Série Pharaon (Glénat)
  - 1 "Philtre pour l'enfer" (1981)
  - 2 "Le Cerveau de glace" (1982)
  - 3 "L'Incarnation de Seth" (1983)
  - 4 "Promenade des solitudes" (1984)
  - 5 "Dossier anti" (1984)
  - 6 "Des Ombres sur le sable" (1985)
  - 7 "Les Feux de la mer" (1996)
  - 8 "Le Géant englouti"

- Série Les Chemins de la gloire (Glénat)
  - 1 "Le Temps des innocents" (1985)
  - 2 "Un jeune homme ambitieux" (1986)
  - 3 "La Kermesse ensablée" (1990)
  - 4 "La Valse à l'envers" (1994)

- Série Etat Morbide (Glénat)
  - 1 "La maison dieu" (1987)
  - 2 "Passage avide"  (1989)
  - 3 "Waterloo Exit"  (1993)

- Série Voyages en tête étrangère  (Soleil Productions)
  - 1 "L'énergumène" (1997)

- Série Immondys  (Glénat)
  - 1 "Le Casse-Tête" (2000)
  - 2 "Le Côté lunaire" (2001)
  - 3 "Le Puzzle" (2002)

- Série Extra-muros  (Casterman)
  - Ciclo de Mordange
  - 1 "La griffe du diable" (2004)
  - 2 "Le bal des gargouilles" (2004)
  - 3 "L'apprenti sorcier" (2005)

### Ilustrações
- "Les Fleurs du mal de Baudelaire" (2003, Éd. de l'Index)